# 2012年美国总统选举华盛顿哥伦比亚特区选情
2012年美国总统选举于11月6日举行，除华盛顿哥伦比亚特区以外，全美其它50州皆参加了此次选举。参加此次选举的主要候选人有试图连任的奥巴马/拜登组合以及罗姆尼、萊恩组合。早在选举之前，民众就普遍认为民主党会赢得华盛顿哥伦比亚特区，这是因为民主党该地区长期以来都能以压倒性的优势取胜。实际结果正是如此，民主党以90.91%对7.28%的优势顺利获得了华盛顿特区的三张选举人票。